# Kóródi Mária
Kóródi Mária (Vaskút, 1950. július 30. –) magyar jogász, politikus (SZDSZ), országgyűlési képviselő, környezetvédelmi miniszter.

## Családja
1976-ban kötött házasságot Szabó Illés író-újságíróval. Leányuk Réka (1978-ban született). 

## Életpályája
Édesapja, Kóródi László vegyipari technikumot végzett; a pécsi szénbányáknál dolgozott, párttitkár, majd függetlenített szakszervezeti titkár volt. Édesanyja, Máté Mária általános iskolát végzett, a vaskúti óvodában dolgozott dajkaként. 
1968-ban Baján érettségizett a III. Béla Gimnáziumban. Ezután 1975-ig adminisztrátor volt az Alsó-Duna-völgyi Vízügyi Igazgatóságon. Levelező tagozatra járt a Pécsi Tudományegyetem Állam- és Jogtudományi Karán (1974-1979). 1979-ben fejezte be egyetemi tanulmányait az Eötvös Loránd Tudományegyetem Állam- és Jogtudományi Karán. Biatorbágyon dolgozott 1975 és 1979 között, majd 1979-1982 között a Budai Járási Hivatal gyámügyi előadója volt. Ezután ismét Biatorbágyon dolgozott VB-titkárként. 1986-tól a Pest Megyei Iparcikk Kereskedelmi Vállalat jogtanácsosa volt. 1988-tól a Független Jogvédő Szolgálat munkatársa. 1989-től lett a Budapesti 117. sz. Jogtanácsosi Munkaközösség tagja. 1992-től önálló ügyvédi irodája volt. 
Mind az  1990-es, mind az 1994. évi országgyűlési választásokon  a Pest megyei területi listán szerzett mandátumot. 1990. május 2-án az Országgyűlés jegyzőjévé választották. Május 3-tól az önkormányzati, közigazgatási, belbiztonsági és rendőrségi állandó bizottság tagja. 1991. augusztusban belépett a Szabad Demokraták Szövetségébe. 1992. november óta az Országos Tanács tagja.
1994 és 1998 között az SZDSZ képviseletében az Országgyűlés alelnöke volt, majd 1998-tól az önkormányzati és rendészeti bizottság alelnökeként, valamint az ügyrendi bizottság tagjaként dolgozott.
A Medgyessy-kormány környezetvédelmi minisztere volt 2002. május 27. és 2003. május 18. között.